# 이도현 (2005년)
이도현(2005년 9월 5일 ~ )은 대한민국의 배우이다.

## 연기 활동

### 드라마
- 2010년 MBC 일일연속극 《폭풍의 연인》 ... 어린 임하라 역 (환희 아역)
- 2011년 MBC 월화드라마 《계백》 ... 아이 1 역
- 2011년 MBC 일일연속극 《오늘만 같아라》 ... 어린 장해준 역 (김승수 아역)
- 2012년 MBC 주말연속극 《신들의 만찬》 ... 어린 김도윤 / 김지윤 역 (이상우 아역)
- 2012년 SBS 특집 2부작 《가족사진》 ... 어린 한진우 역 (서영주 아역)
- 2012년 KBS2 주말연속극 《넝쿨째 굴러온 당신》 ... 김지환 역
- 2012년 MBC 미니시리즈 《아랑사또전》 ... 환생한 어린 김은오 역 (이준기 아역)
- 2012년 SBS 주말연속극 《내 사랑 나비부인》 ... 이윤 역
- 2013년 SBS 드라마스페셜 《주군의 태양》 ... 이승모 역
- 2013년 tvN 일일시트콤 《감자별 2013QR3》 ... 어린 홍혜성 역 (여진구 아역)
- 2013년 MBC 수목 미니시리즈 《메디컬 탑팀》 ... 어린 박태신 역 (권상우 아역)
- 2013년 KBS2 미니시리즈 《총리와 나》 ... 권만세 역
- 2014년 SBS 대기획 《비밀의 문》 ... 5세 이산 역 (이제훈 아역)
- 2015년 MBC 수목 미니시리즈 《킬미힐미》 ... 어린 차도현 역 (지성 아역)
- 2016년 KBS2 월화드라마 《뷰티풀 마인드》 ... 최요섭 역
- 2017년 MBC 월화드라마 《역적 : 백성을 훔친 도적》 ... 어린 홍길현 역 (심희섭 아역)

### 방송
- 2010년 SBS 생방송 《가요대전》 오프닝 무대 ... 리틀 샤이니 최민호 아역